# The Thin Man
The Thin Man is een Amerikaanse filmkomedie uit 1934 onder regie van W.S. Van Dyke. Het scenario is gebaseerd op de gelijknamige roman uit 1934 van de Amerikaanse auteur Dashiell Hammett. Destijds werd de film in Nederland uitgebracht onder de titel De magere man.

## Verhaal
De vader van Dorothy Wynant is de hoofdverdachte in een moordzaak. Daarom benadert ze de privédetective Nick Charles. Ze is zo bang dat haar vader zal worden opgesloten dat ze de schuld voor de moord op zich neemt. Nick nodigt alle verdachten uit voor een etentje in de hoop om alles op te helderen.

## Rolverdeling
| Acteur             | Personage             |
| ------------------ | --------------------- |
| William Powell     | Nick Charles          |
| Myrna Loy          | Nora Charles          |
| Maureen O'Sullivan | Dorothy Wynant        |
| Nat Pendleton      | Guild                 |
| Minna Gombell      | Mimi Wynant Jorgenson |
| Porter Hall        | MacCaulay             |
| Henry Wadsworth    | Tommy                 |
| William Henry      | Gilbert Wynant        |
| Harold Huber       | Nunheim               |
| Cesar Romero       | Chris Jorgenson       |
| Natalie Moorhead   | Julia Wolf            |
| Edward Brophy      | Morelli               |
| Edward Ellis       | Clyde Wynant          |
| Cyril Thornton     | Tanner                |